# All Hits
All Hits е първата компилация с най-добрите хитове на британската поп група Ол Сейнтс, издадена на 5 ноември 2001 година. Албумът достига 18 място във Великобритания с общи продажби от 125 хиляди копия и е със златна сертификация.

## Списък с песните
1. „Pure Shores“ – 4:28
2. „Never Ever“ – 6:27
3. „Under The Bridge“ – 5:00
4. „Lady Marmalade“ (98 ремикс) – 4:09
5. „I Know Where It's At“ (оригинален mix) – 4:54
6. „TwentyFourSeven“ (радио версия) (Артфул Доджър и Мелани Блат) – 3:48
7. „Black Coffee“ – 4:49
8. „Bootie Call“ (сингъл версия) – 3:35
9. „All Hooked Up“ (сингъл версия) – 3:49
10. „War Of Nerves“ (98 ремикс) – 4:49
11. „Pure Shores“ (2 Da Beach U Don't Stop Иemix) (Скрити бонус тракове: „I Feel You“ и „Dreams“) – 20:06
12. „Never Ever“ (Booker T Vocal Mix) (японски бонус трак) – 5:44